# Gordon Thomas (wielrenner)
Gordon Thomas (Shipley, 18 augustus 1921 – Peterborough, 10 april 2013) was een Brits wielrenner. Zijn bijnaam was "Tiny".
Bij de wegwedstrijd van de Olympische Spelen in 1948 werd Thomas achtste in de individuele wedstrijd. Echter, als team, waarbij de tijden van de eerste drie van een land bij elkaar werden opgeteld, behaalde Thomas samen met Bob Maitland en Ian Scott als het Britse team de zilveren medaille. Een ander wielersucces van Thomas was het winnen van de Ronde van Groot-Brittannië in 1953.
Tijdens de Tweede Wereldoorlog diende Thomas bij de Royal Artillery, waarbij hij meedeed met campagnes in Afrika en Italië.
Thomas overleed in 2013 op 91-jarige leeftijd.